# Святилище Мейдзі
Святи́лище Ме́йдзі (яп. 明治神宮, めいじじんぐう, Мейдзі дзінґу) — велике синтоїстське святилище в районі Сібуя метрополії Токіо, Японія. В ньому вшановуються синтоїстські божества Імператор Мейдзі та його дружина Імператриця Шьокен. Основне торжество відбувається 3 листопада, на спомин дня народження Імператора Мейдзі.

## Короткі відомості
Після смерті Імператора Мейдзі в 1912 році та Імператриці Шьокен в 1914 році серед пересічних японців виник рук вшанування цих монарших осіб як синтоїстських божеств. У зв'язку з цим 1915 року японський уряд видав розпорядження про спорудження державного святилища. Місцем для його побудови було обрано парк Йойоґі, де знаходилися старовинні садиби 17 століття. Будівельні роботи тривали 5 років.
Урочисте відкриття Святилища Мейдзі відбулося 1920 року. Його площа становила 700 тисяч м². Для облаштування території Святилища було використано 120 тисяч дерев і кущів 365 різних видів, які зібрали з усієї Японії. Садівницькими роботами займалися юнацькі добровольчі загони з усіх японських префектур. 1926 року вони завершили спорудження зовнішнього саду, площа якого склала 300 тисяч м².
В квітні 1945 року Святилище Мейдзі було зруйноване під час Другої світової війни, в ході бомбардування Токіо літаками ВПС Армії США. 1958 року вся територія святилища була відреставрована і відкрита для вільного відвідування.